# 哈尼诺颜洪果尔
哈尼诺颜洪果尔（？—1585年），亦称汗诺颜洪果尔，卫拉特蒙古和硕特部领袖。蒙古族，博尔济吉特氏，博贝密尔咱之子。
哈尼诺颜洪果尔继其父为卫拉特丘尔干（盟会）盟主，他是第二任出身孛儿只斤氏（博尔济吉特）却统率四卫拉特的领导人，清朝史料稱其“继称卫拉特汗”。其妻子哈屯阿海生有五子，号称五虎：拜巴噶斯、昆都伦乌巴什、图鲁拜琥、色棱哈坦巴图尔、布雅鄂特欢。1585年前后，他与东蒙古战于库博克儿（今蒙古国前杭爱省境内），被喀尔喀的阿巴岱汗杀死。